# گیلبرت (ویسکانسین)
گیلبرت (به انگلیسی: Gilbert) یک منطقهٔ مسکونی در ایالات متحده آمریکا است که در شهرستان لینکلن، ویسکانسین واقع شده‌است. گیلبرت ۴۴۰٫۱۴ متر بالاتر از سطح دریا واقع شده‌است.